# Matematikolympiaden
Matematikolympiaden Internationella Matematikolympiaden (IMO) är en årlig internationell matematiktävling för gymnasister, den äldsta av de olika vetenskapsolympiaderna. Matematikolympiaden har arrangerats varje år sedan 1959. Första gången Sverige deltog i IMO var 1967. Varje år väljs sex elever ut till landslaget i matematik baserat på resultaten från Skolornas Matematiktävling (SMT), Nordiska Matematiktävlingen (NMC) och en korrespondenskurs för dem som tagit sig till final i SMT.
Sverige har tagit sju guldmedaljer i IMO genom tiderna. Senast en svensk fick guldmedalj var 2019, då Hugo Eberhard kom på 18:e plats totalt av 621 tävlande. Även år 2018 fick Sverige en guldmedalj då Arvid Lunnemark kom på 27:e plats av 594 tävlande.  Mindre än en tolftedel av alla deltagare får en guldmedalj, mindre än en sjättedel av alla deltagare får en silvermedalj och mindre än en fjärdedel får en bronsmedalj. Bland deltagare som inte får någon medalj delas hedersomnämndande ut till de som fått maxpoäng på minst en uppgift.
För att få delta i matematikolympiaden får man inte studera eller ha studerat vid universitet eller högskola och inte ha fyllt 20 år. Andra namn på matematikolympiaden är Internationella Matematikolympiaden, och på engelska International Mathematical Olympiad (IMO).
Tävlingen går under två dagar med 3 problem på 4,5 timmar per dag. Det ges maximalt 7 poäng per problem och 42 är den maximala poängen. 2023 fick endast 5 av 618 deltagare 42 poäng. Då deltog 112 länder.

## Kommande IMO
- Den 65:e Internationella Matematikolympiaden skulle ägt rum i Ukraina men på grund av Rysslands invasion av Ukraina kommer olympiaden att hållas i Bath, Storbritannien 2024[12].

## Tidigare IMO
| Nr | Stad                                | Datum               | Bästa land        | Hemsida |
| -- | ----------------------------------- | ------------------- | ----------------- | ------- |
| 1  | Brașov och Bukarest, Rumänien       | 23.07 - 31.07, 1959 | Rumänien          |         |
| 2  | Sinaia, Rumänien                    | 18.07 - 25.07, 1960 | Tjeckoslovakien   |         |
| 3  | Veszprém, Ungern                    | 06.07 - 16.07, 1961 | Ungern            |         |
| 4  | České Budějovice, Tjeckoslovakien   | 07.07 - 15.07, 1962 | Ungern            |         |
| 5  | Warszawa och Wrocław, Polen         | 05.07 - 13.07, 1963 | Sovjetunionen     |         |
| 6  | Moskva, Sovjetunionen               | 30.06 - 10.07, 1964 | Sovjetunionen     |         |
| 7  | Berlin, DDR                         | 03.07 - 13.07, 1965 | Sovjetunionen     |         |
| 8  | Sofia, Bulgarien                    | 03.07 - 13.07, 1966 | Sovjetunionen     |         |
| 9  | Cetinje, Jugoslavien                | 02.07 - 13.07, 1967 | Sovjetunionen     |         |
| 10 | Moskva, Sovjetunionen               | 05.07 - 18.07, 1968 | Östtyskland       |         |
| 11 | Bukarest, Rumänien                  | 05.07 - 20.07, 1969 | Ungern            |         |
| 12 | Keszthely, Ungern                   | 08.07 - 22.07, 1970 | Ungern            |         |
| 13 | Žilina, Tjeckoslovakien             | 10.07 - 21.07, 1971 | Ungern            |         |
| 14 | Toruń, Polen                        | 05.07 - 17.07, 1972 | Sovjetunionen     |         |
| 15 | Moskva, Sovjetunionen               | 05.07 - 16.07, 1973 | Sovjetunionen     |         |
| 16 | Erfurt och Östberlin, DDR           | 04.07 - 17.07, 1974 | Sovjetunionen     |         |
| 17 | Burgas och Sofia, Bulgarien         | 03.07 - 16.07, 1975 | Ungern            |         |
| 18 | Lienz, Österrike                    | 07.07 - 21.07, 1976 | Sovjetunionen     |         |
| 19 | Belgrad, Jugoslavien                | 01.07 - 13.07, 1977 | USA               |         |
| 20 | Bukarest, Rumänien                  | 03.07 - 10.07, 1978 | Rumänien          |         |
| 21 | London, Storbritannien              | 30.06 - 09.07, 1979 | Sovjetunionen     |         |
| -  |                                     | 1980: Inställt      |                   |         |
| 22 | Washington, DC, USA                 | 08.07 - 20.07, 1981 | USA               |         |
| 23 | Budapest, Ungern                    | 05.07 - 14.07, 1982 | Västtyskland      |         |
| 24 | Paris, Frankrike                    | 01.07 - 12.07, 1983 | Västtyskland      |         |
| 25 | Prag, Tjeckoslovakien               | 29.06 - 10.07, 1984 | Sovjetunionen     |         |
| 26 | Joutsa, Finland                     | 29.06 - 11.07, 1985 | Rumänien          |         |
| 27 | Warszawa, Polen                     | 04.07 - 15.07, 1986 | Sovjetunionen USA |         |
| 28 | Havanna, Kuba                       | 05.07 - 16.07, 1987 | Rumänien          |         |
| 29 | Sydney och Canberra, Australien     | 09.07 - 21.07, 1988 | Sovjetunionen     |         |
| 30 | Braunschweig, Västtyskland          | 13.07 - 24.07, 1989 | Kina              |         |
| 31 | Peking, Kina                        | 08.07 - 19.07, 1990 | Kina              |         |
| 32 | Sigtuna, Sverige                    | 12.07 - 23.07, 1991 | Sovjetunionen     |         |
| 33 | Moskva, Ryssland                    | 10.07 - 21.07, 1992 | Kina              |         |
| 34 | Istanbul, Turkiet                   | 13.07 - 24.07, 1993 | Kina              |         |
| 35 | Hongkong                            | 08.07 - 20.07, 1994 | USA               |         |
| 36 | Toronto, Kanada                     | 13.07 - 25.07, 1995 | Kina              |         |
| 37 | Mumbai, Indien                      | 05.07 - 17.07, 1996 | Rumänien          |         |
| 38 | Mar del Plata, Argentina            | 18.07 - 31.07, 1997 | Kina              |         |
| 39 | Taipei, Kina                        | 10.07 - 21.07, 1998 | Iran              |         |
| 40 | Bukarest, Rumänien                  | 10.07 - 22.07, 1999 | Kina Ryssland     |         |
| 41 | Daejeon, Sydkorea                   | 13.07 - 25.07, 2000 | Kina              |         |
| 42 | Washington, DC, USA                 | 01.07 - 14.07, 2001 | Kina              |         |
| 43 | Glasgow, Storbritannien             | 19.07 - 30.07, 2002 | Kina              |         |
| 44 | Tokyo, Japan                        | 07.07 - 19.07, 2003 | Bulgarien         |         |
| 45 | Aten, Grekland                      | 06.07 - 18.07, 2004 | Kina              |         |
| 46 | Mérida, Mexiko                      | 08.07 - 19.07, 2005 | Kina              |         |
| 47 | Ljubljana, Slovenien                | 06.07 - 18.07, 2006 | Kina              |         |
| 48 | Hanoi, Vietnam                      | 10.07 - 22.07, 2007 | Ryssland          |         |
| 49 | Madrid, Spanien                     | 10.07 - 22.07, 2008 | Kina              |         |
| 50 | Bremen, Tyskland                    | 10.07 - 22.07, 2009 | Kina              |         |
| 51 | Astana, Kazakstan                   | 02.07 - 14.07, 2010 | Kina              |         |
| 52 | Amsterdam, Nederländerna            | 13.07 - 24.07, 2011 | Kina              |         |
| 53 | Mar del Plata, Argentina            | 04.07 - 16.07, 2012 | Sydkorea          |         |
| 54 | Santa Marta, Colombia               | 18.07 - 28.07, 2013 | Kina              |         |
| 55 | Kapstaden, Sydafrika                | 03.07 - 13.07, 2014 | Kina              |         |
| 56 | Chiang Mai, Thailand                | 04.07 - 16.07, 2015 | USA               |         |
| 57 | Hongkong                            | 04.07 - 16.07, 2016 | USA               |         |
| 58 | Rio de Janeiro, Brasilien           | 12.07 - 23.07, 2017 | Sydkorea          |         |
| 59 | Cluj-Napoca, Rumänien               | 3.07 - 14.07, 2018  | USA               |         |
| 60 | Bath, Storbritannien                | 11.07 - 22.07, 2019 | Kina, USA         |         |
| 61 | Sankt Petersburg (online), Ryssland | 19.09 - 28.09, 2020 | Kina              |         |
| 62 | Sankt Petersburg (online), Ryssland | 14.07 - 24.07, 2021 | Kina              |         |
| 63 | Oslo, Norge                         | 06.07 - 16.07, 2022 | Kina              |         |
| 64 | Chiba, Japan                        | 02.07 - 13.07, 2023 | Kina              |         |
| 65 | Bath, Storbritannien                | 11.07 - 22.07, 2024 | USA               |         |
| 66 | Sunshine Coast, Australien          | 10.07 - 20.07, 2025 |                   |         |
| 67 | Shanghai, Kina                      | 2026                |                   |         |
| 68 | Ungern                              | 2027                |                   |         |
| 69 | Saudiarabien                        | 2028                |                   |         |

### Officiella
- Officiella IMO-hemsidan
- Den gamla IMO-hemsidan

### Resurser
- MathLinks Olympiad resources - IMO problem and lösningar, IMO kortlistor ( utvalda föreslagna problem) , IMO Longlists (föreslagna problem) och en av de största samlingarna problem från matematiktävlingar.
- The IMO Compendium

### Media
- Hard Problems: The Road to the World's Toughest Math Contest, Zala Films and the Mathematical Association of America, 2008.